# Monster Express
Palmarès
voir ici
Monster Express était un clan de catcheurs appartenant à la Dragon Gate, une fédération de catch japonaise, fondée le 30 août 2013 par Akira Tozawa, Shingo Takagi et Uhaa Nation. Le 12 octobre 2016, le clan est forcé de ce dissoudre après avoir perdu un 5 vs 4 Loser Revival Captains Fall Match contre VerserK.

## Carrière
Le 1er août, après que Akira Tozawa est mené Mad Blankey à la victoire contre -akatsuki-  dans un match où le groupe perdant devait se dissoudre, le reste de Mad Blankey se retourne contre Akira Tozawa et l'expulse du groupe et choisi Yamato comme nouveau chef.
Le 12 septembre, Naruki Doi se retourne contre Masato Yoshino et rejoint Mad Blankey, signifiant la fin de World-1 International et Masato Yoshino, Ricochet et Shachihoko Boy forme un groupe avec Shingo Takagi, Akira Tozawa et Uhaa Nation. 
Le 10 octobre, Masato Yoshino bat Yamato et remporte l'Open the Dream Gate Championship pour la deuxième fois.
Le 22 décembre, Shingo Takagi et Akira Tozawa battent Mad Blankey (Yamato et Naruki Doi) et remportent les Open the Twin Gate Championship.
Le 2 mars 2014, Masato Yoshino perd le Open the Dream Gate Championship contre Ricochet. Le 20 juillet, Akira Tozawa et Shingo Takagi perdent les Open the Twin Gate Championship contre Millennials (Eita et T-Hawk). Le 4 avril, Ricochet bat Johnny Gargano et remporte le Open the Freedom Gate Championship. Le 5 mai, Ricochet perd l'Open the Dream Gate Championship contre Yamato. Le 30 mai, Ricochet participe au Best of the Super Juniors 2014, tournoi de la New Japan Pro Wrestling, il avance jusqu'aux demi-finales, après avoir terminé deuxième de son bloc avec une fiche de cinq victoires et deux défaites. Le 8 juin, Ricochet avance en demi-finale en battant Ryusuke Taguchi puis Kushida en finale pour remporter le tournoi et devenir l'aspirant numéro un au IWGP Junior Heavyweight Championship. Avec sa victoire, Ricochet est devenue la plus jeune personne à gagner le tournoi et le deuxième américain à le faire,. Lors de Dominion 6.21, Ricochet perd contre Kōta Ibushi et ne remporte pas le IWGP Junior Heavyweight Championship,. Le 20 juillet, Ricochet et Matt Sydal perdent contre Mad Blankey (Yamato et Naruki Doi) et ne remportent pas les Open the Twin Gate Championship, et Ricochet quitte le groupe après cette soirée pour se concentrer sur son équipe avec Matt Sydal.
Le 28 février 2015, Akira Tozawa bat Kzy et remporte le Open the Brave Gate Championship.
Le 29 mars, Akira Tozawa bat Yosuke♥Santa Maria et remporte le Open the Owarai Gate Championship.
Le 30 mai, Masato Yoshino remporte le King Of Gate 2015 en battant T-Hawk en finale du tournoi. Le 13 juin, Masato Yoshino et Shachihoko Boy perdent les Open the Twin Gate Championship contre Mad Blankey (Naruki Doi et Yamato). Le 14 juin, Masato Yoshino bat BxB Hulk et remporte l'Open the Dream Gate Championship pour la troisième fois.
Le 6 décembre, Akira Tozawa, Masato Yoshino et T-Hawk battent VerserK (Naruki Doi, Shingo Takagi et Yamato) dans un Décision Match pour remporter les vacants Open the Triangle Gate Championship.
Le 6 mars 2016, Big R Shimizu et T-Hawk battent VerserK (Naruki Doi et Yamato) et remportent les Open the Twin Gate Championship.
Le 4 septembre, Akira Tozawa, Masato Yoshino et T-Hawk perdent les Open the Triangle Gate Championship contre Jimmyz (Ryo "Jimmy" Saito, Jimmy Kanda et Genki Horiguchi H.A.Gee.Mee!!).
Le 25 septembre, lors de l'affrontement entre Masato Yoshino et T-Hawk, VerserK intervient et le match se termine en No Contest, T-Hawk se retourne alors contre Yoshino et rejoint VerserK, avec Akira Tozawa annonçant également son intention de quitter la Dragon Gate pour signer à la WWE et que son dernier match se déroulera le 3 novembre lors de Gate of Destiny 2016. Le 12 octobre, le clan est forcé de ce dissoudre après avoir perdu un 5 vs 4 Loser Revival Captains Fall Match contre VerserK.

## Palmarès
- Dragon Gate
  - 4 fois Open the Dream Gate Championship –  Masato Yoshino (2), Ricochet (1) et Shingo Takagi (1)
  - 1 fois Open the Brave Gate Championship –  Akira Tozawa
  - 3 fois Open The Twin Gate Championship – Akira Tozawa et Shingo Takagi (1), Masato Yoshino et Shachihoko Boy (1), Big R Shimizu et T-Hawk (1)
  - 1 fois Open the Triangle Gate Championship –  Akira Tozawa, Masato Yoshino et T-Hawk
  - 2 fois Open The Owarai Gate Championship – Akira Tozawa (1) et Masato Yoshino (1)
  - King of Gate (2015) – Masato Yoshino

- Dragon Gate USA
  - 1 fois Open the Freedom Gate Championship –  Ricochet

- New Japan Pro Wrestling
  - Best of the Super Juniors (2014) –  Ricochet